# Daniel Bareš
Daniel Bareš (* 22. Dezember 1998) ist ein tschechischer Fußballspieler.

## Karriere
Bareš begann seine Karriere beim FK Chlumec. Zur Saison 2016/17 wechselte er zu Drittligist FK Olympia Prag. Für Olympia kam er in seiner ersten Saison zu 17 Einsätzen in der Česká fotbalová liga, mit dem Verein stieg er zu Saisonende in die Fotbalová národní liga auf. Sein Zweitligadebüt gab der Angreifer anschließend im Juli 2017 gegen den FK Pardubice. Nach zwölf Zweitligaeinsätzen verließ er Olympia im Januar 2018. Nach mehreren Monaten ohne Verein wechselte er im April 2018 zu Drittligist SK Převýšov. Für Převýšov absolvierte er elf Partien.
Zur Saison 2018/19 wechselte er zum unterklassigen FK Kratonohy. Im März 2019 zog er zum FK Kolín weiter. Im Januar 2022 wechselte er nach Österreich zum sechstklassigen ASV Statzendorf. Für Statzendorf erzielte er bis zum Ende der Saison 2021/22 in zwölf Einsätzen 16 Tore in der Gebietsliga. Zur Saison 2022/23 wechselte er anschließend weiter nach Oberösterreich zum fünftklassigen SK Schärding. Für Schärding lief er 28 Mal in der Landesliga auf und erzielte dabei 27 Tore. Damit wurde er Torschützenkönig der Gruppe West. Zur Saison 2023/24 wechselte er daraufhin zur viertklassigen Union Mondsee. Für Mondsee spielte er 27 Mal in der OÖ Liga und traf dabei 17 Mal.
Zur Saison 2024/25 wechselte Bareš nach Deutschland zu Regionalligist Wacker Burghausen. Für Burghausen absolvierte er 27 Partien in der Regionalliga Bayern, in denen er zwölfmal traf. Im August 2025 kehrte der Stürmer nach Österreich zurück und wechselte zu Zweitligist SV Austria Salzburg.